# 오사카시 고속 전기궤도
오사카시 고속 전기궤도 주식회사(일본어: 大阪市高速電気軌道株式会社 오오사카시코오소쿠덴키키도오카부시키카이샤[*], 영어: Osaka Metro Co., Ltd.)는 일본의 오사카부 오사카시와 그 주변을 운행하는 도시 철도인 오사카 메트로(일본어: 大阪メトロ 오오사카메토로[*])를 운영하는 기업이다. 2018년 4월 1일 오사카시 교통국의 지하철 부문인 오사카 시영 지하철의 민영화로 출범하였다.
가공 전차선을 사용하는 일본의 다른 도시 철도와는 달리, 대부분의 노선들이 제3궤조를 사용한다.

## 노선
9개의 노선이 있다.
| 노선색 | 기호 | 노선명 | 노선명                 | 노선명             | 거리(km) |
| ------ | ---- | ------ | ---------------------- | ------------------ | -------- |
| 빨강   |      | 1호선  | 미도스지선             | 御堂筋線           | 24.5     |
| 보라   |      | 2호선  | 다니마치선             | 谷町線             | 28.1     |
| 파랑   |      | 3호선  | 요쓰바시선             | 四つ橋線           | 11.4     |
| 초록   |      | 4호선  | 주오선                 | 中央線             | 17.9     |
| 분홍   |      | 5호선  | 센니치마에선           | 千日前線           | 12.6     |
| 갈색   |      | 6호선  | 사카이스지선           | 堺筋線             | 8.5      |
| 연두   |      | 7호선  | 나가호리쓰루미료쿠치선 | 長堀鶴見緑地線     | 15.0     |
| 주황   |      | 8호선  | 이마자토스지선         | 今里筋線           | 11.9     |
| 하늘   |      |        | 난코 포트타운선        | 南港ポートタウン線 | 7.9      |

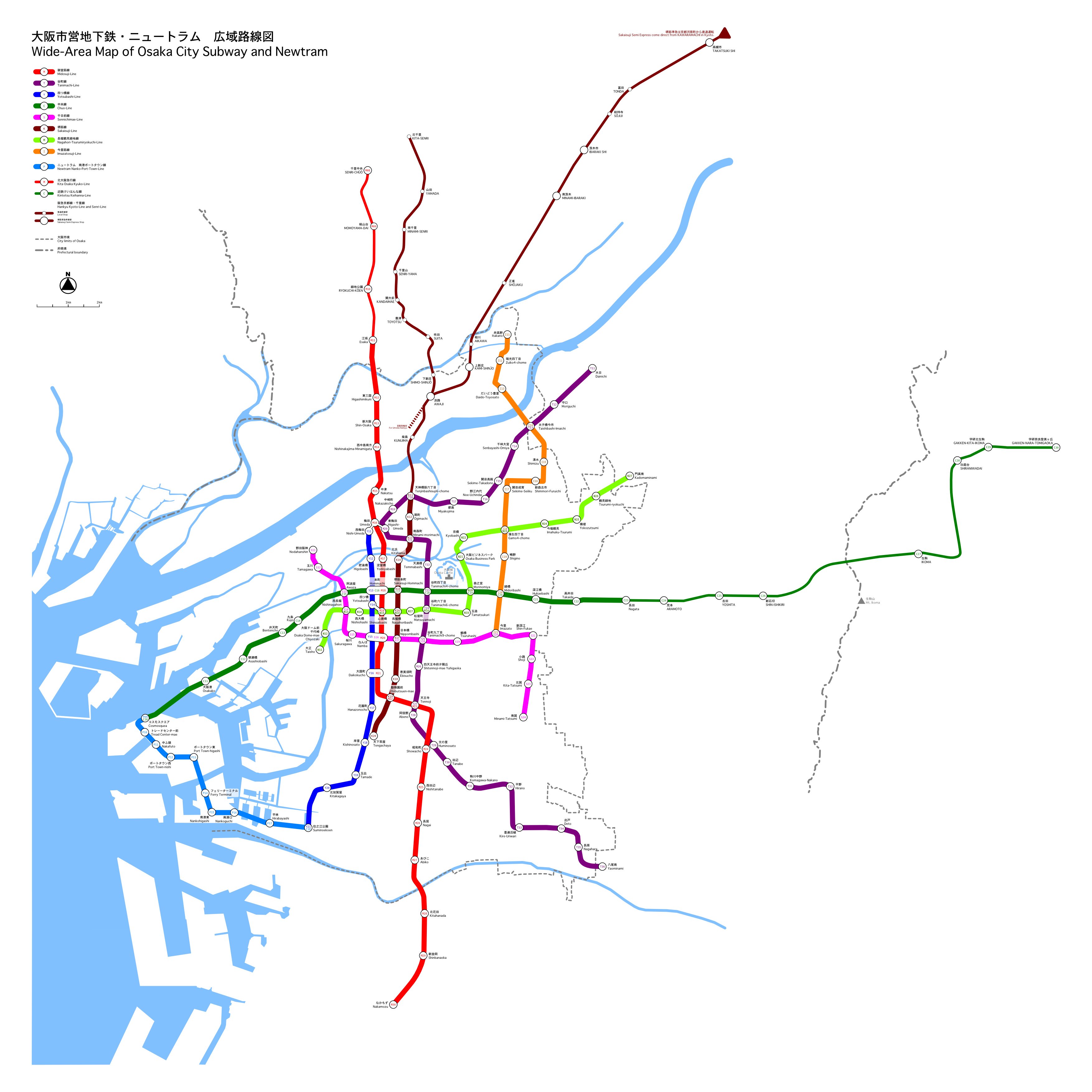
오사카시 고속 전기궤도 노선도

난코 포트타운선과 1호선에서 5호선까지만 제3궤조를 사용하며, 나머지 노선들은 가공 전차선을 사용한다.

## 차량
- 21계: 미도스지선
- 22계: 다니마치선
- 23계: 요쓰바시선
- 24계: 다니마치선, 요쓰바시선
- 25계: 센니치마에선
- 66계: 사카이스지선
- 30000계: 다니마치선, 미도스지선
- 70계 (리니어 모터 차량): 나가호리쓰루미료쿠치선
- 80계 (리니어 모터 차량): 나가호리쓰루미료쿠치선, 이마자토스지선
- 30000A계: 주오선
- 400계: 주오선
- 200계: 난코 포트타운선

## 운임

### 일반 운임
| 구 수 | 거리              | 일반 운임 | 유메시마역 운임 |
| ----- | ----------------- | --------- | --------------- |
| 1구   | 3km까지           | 190       | ✕               |
| 2구   | 3km에서 7km까지   | 240       | 330             |
| 3구   | 7km에서 13km까지  | 290       | 380             |
| 4구   | 13km에서 19km까지 | 340       | 430             |
| 5구   | 19km에서          | 390       | 480             |

### 카드 운임
- 엔조이 에코 카드

## 지하공간의 대규모 개혁
역의 노후화된 벽과 천장을 안전하게 하는 공사 중에서 역을 대규모 개혁을 실시하고, 역 자체를 즐겨주었으면 하는 것을 바탕으로 공사를 실시하고 있다

리뉴얼의 대상은 미도스지선의 신오사카역, 나카쓰역~신사이바시역, 오구니마치역~텐노지역이며, 현재는 신오사카역, 나카츠역, 우메다역, 신사이바시역, 동물원 앞역이 완료되어 있다

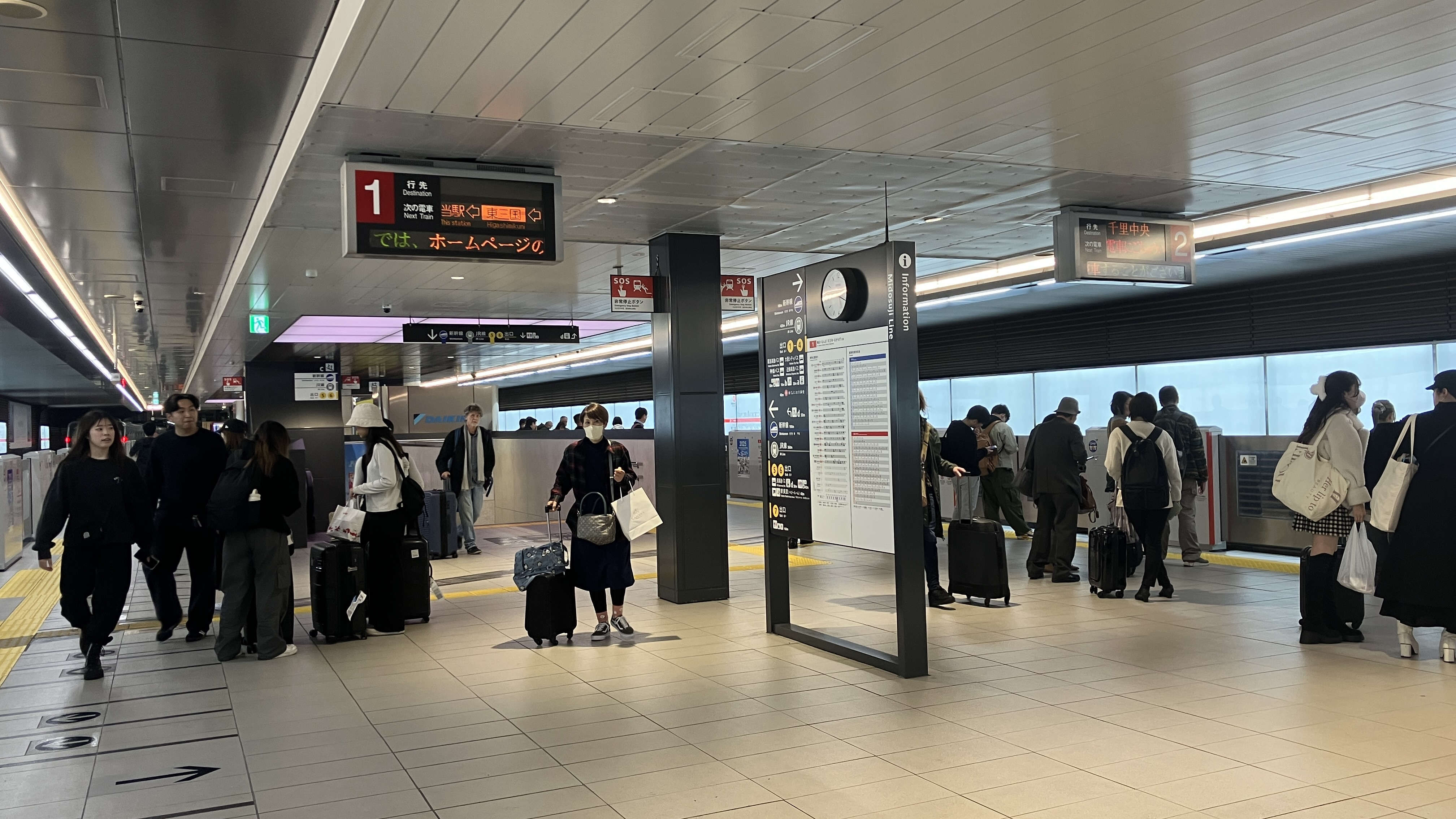
신오사카역
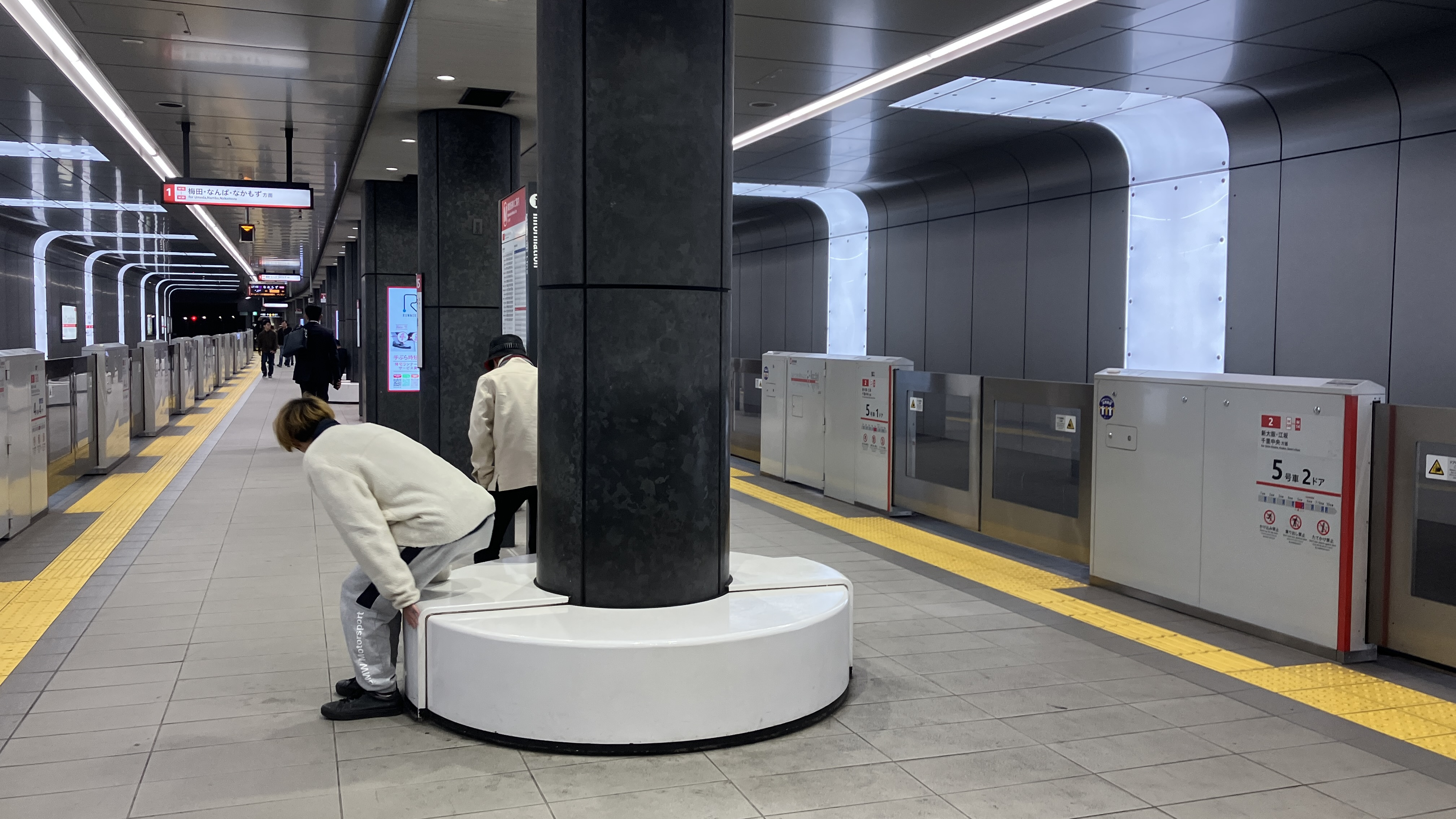
나카쓰역
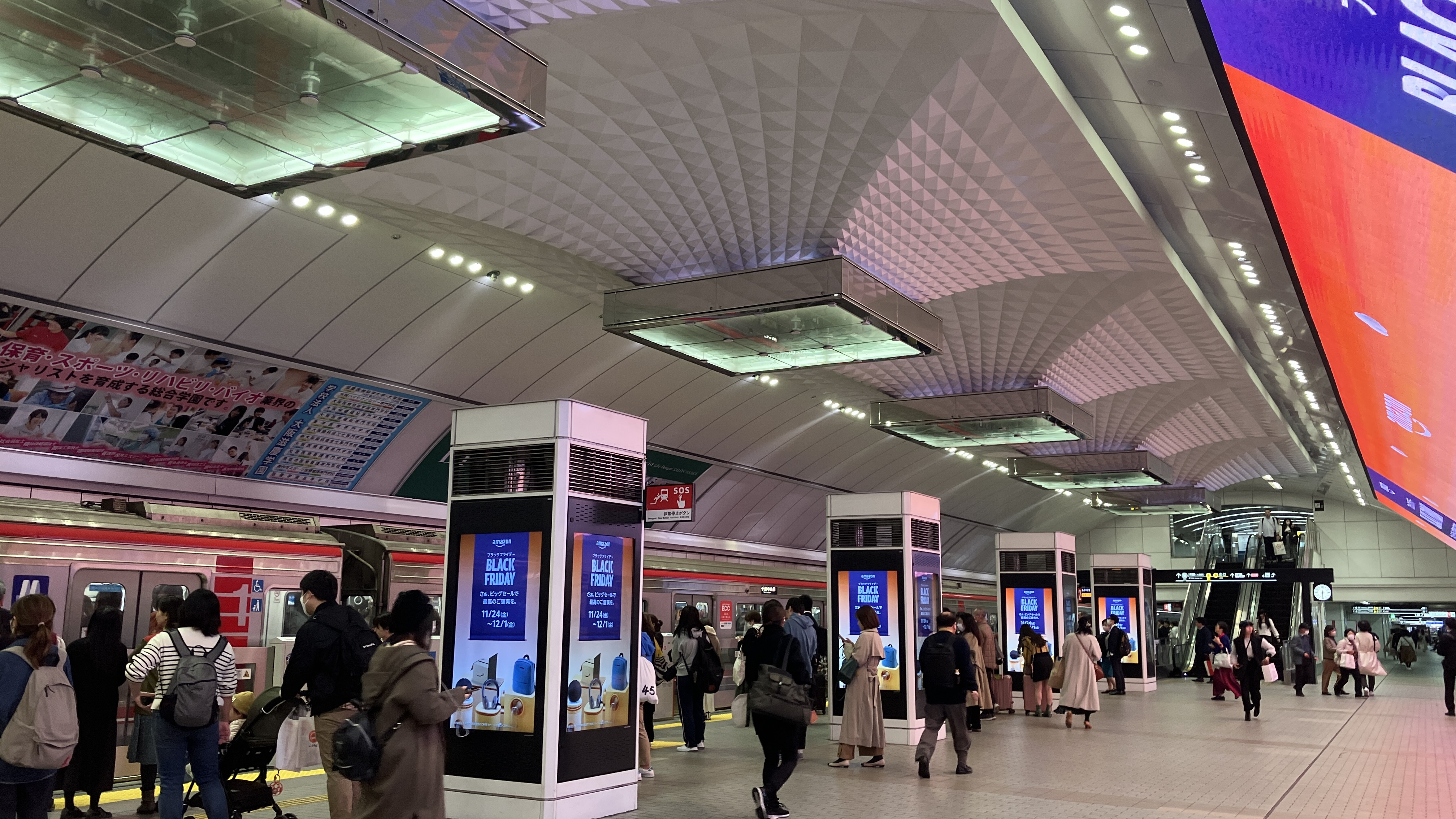
우메다역
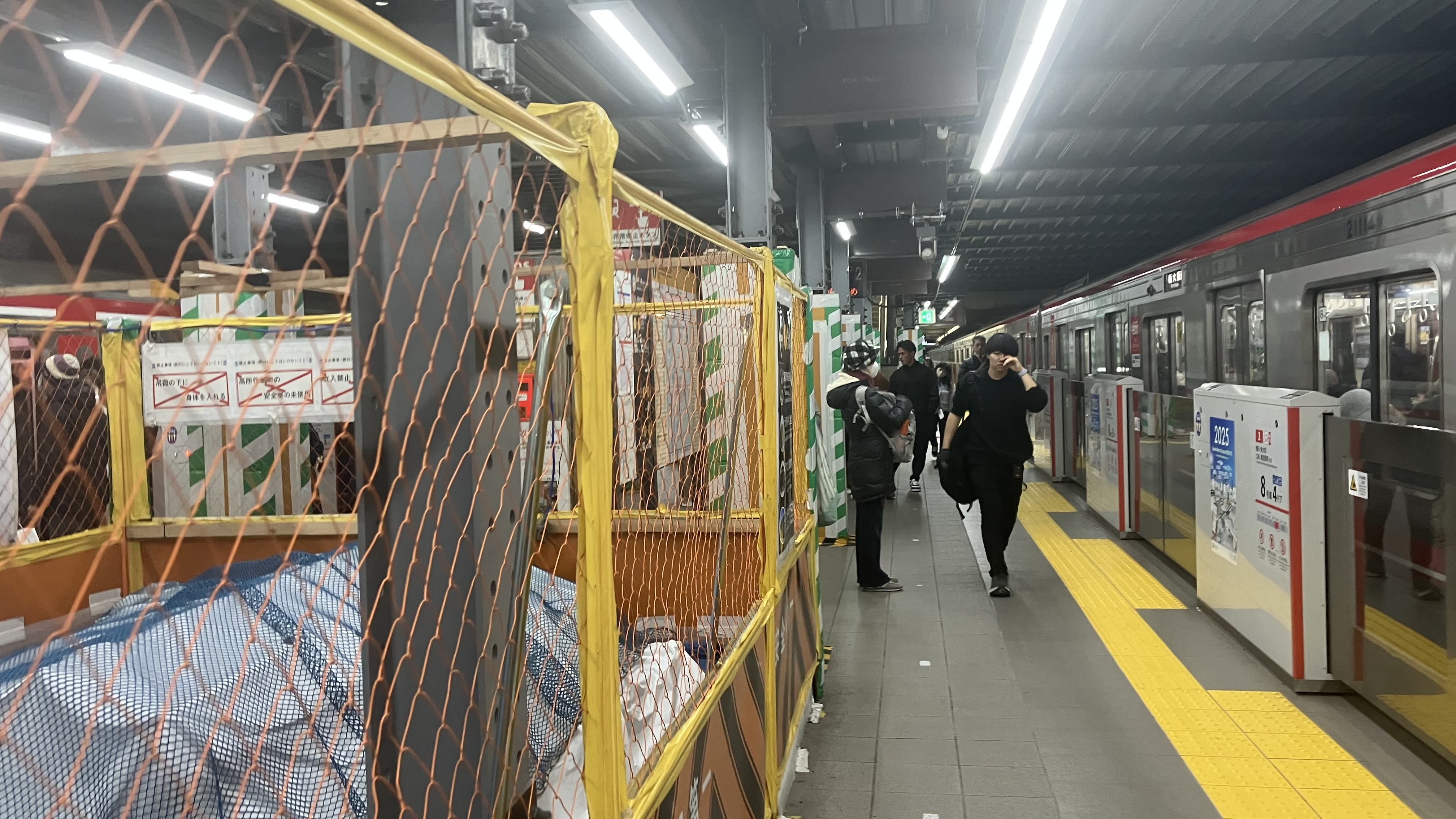
요도야바시역
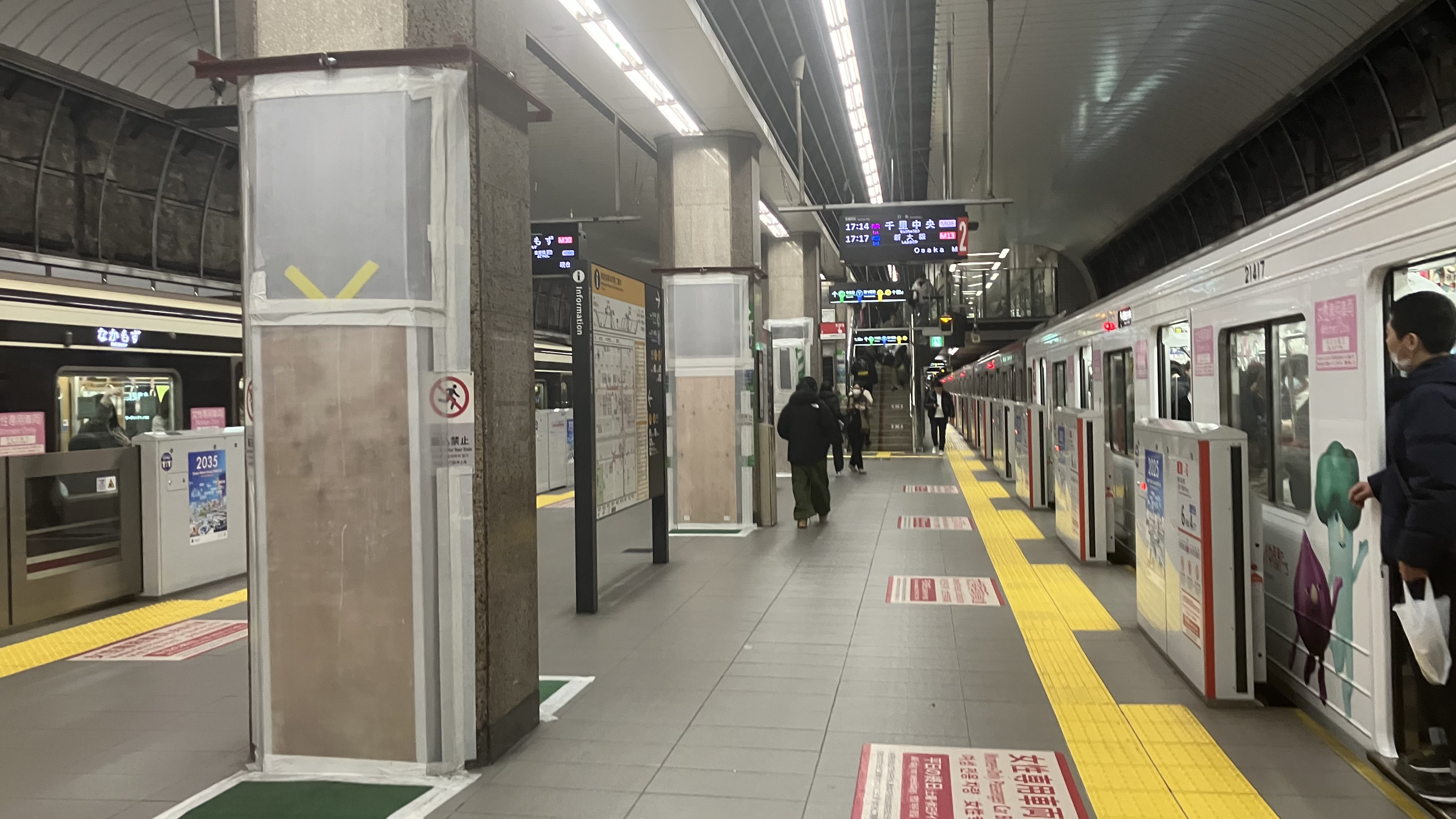
혼마치역
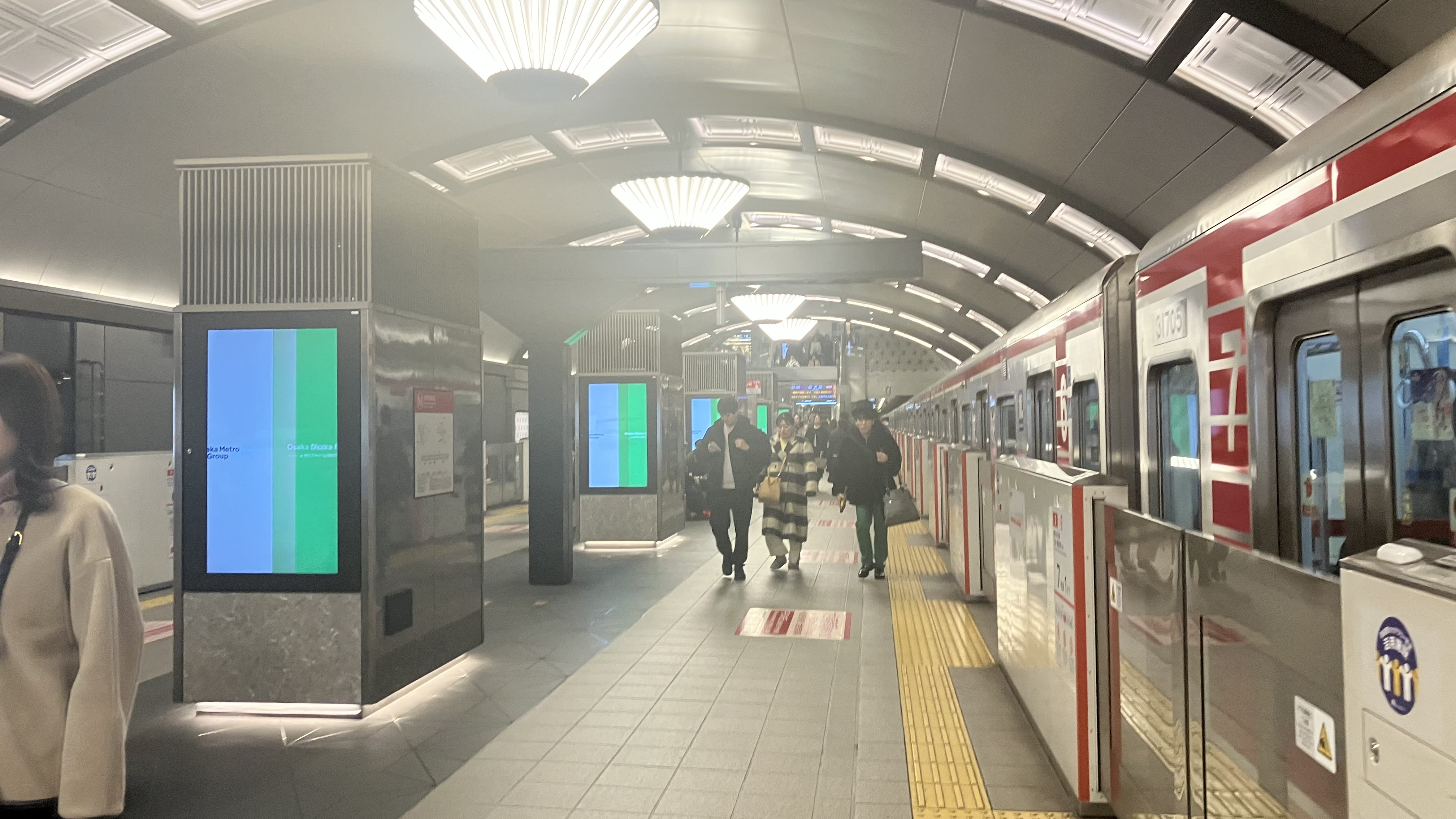
신사이바시역
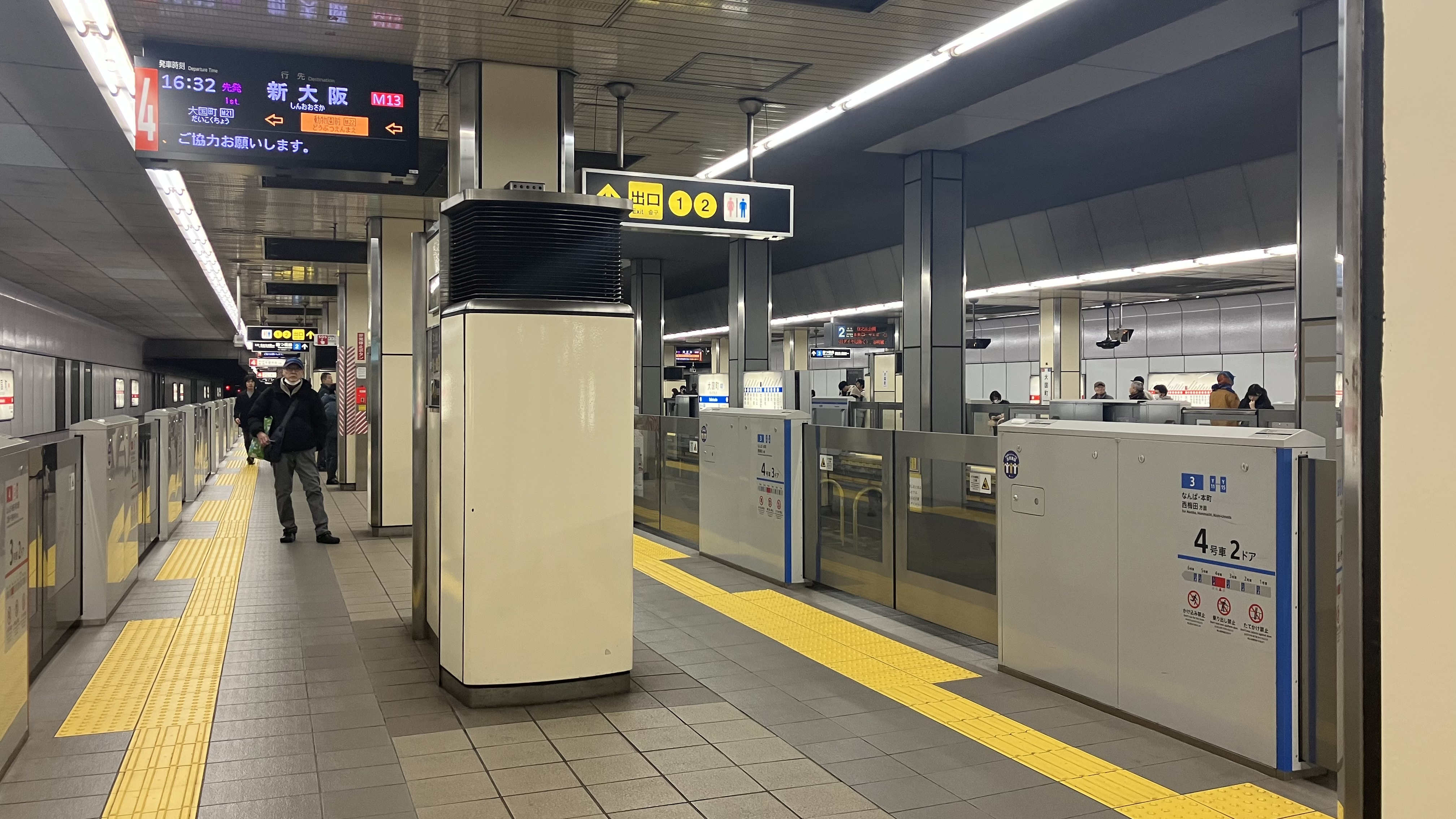
다이코쿠초역
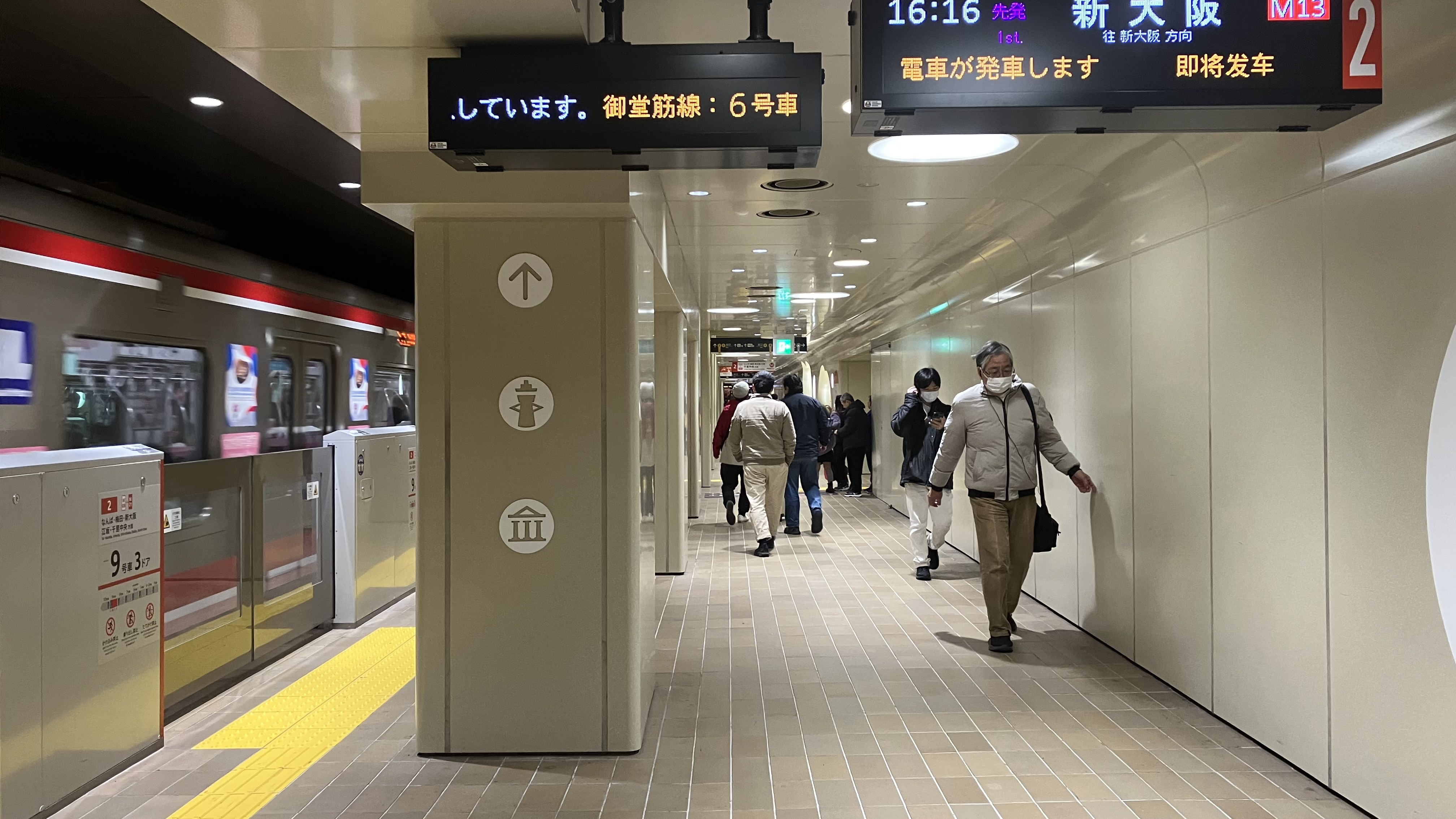
동물원 앞역
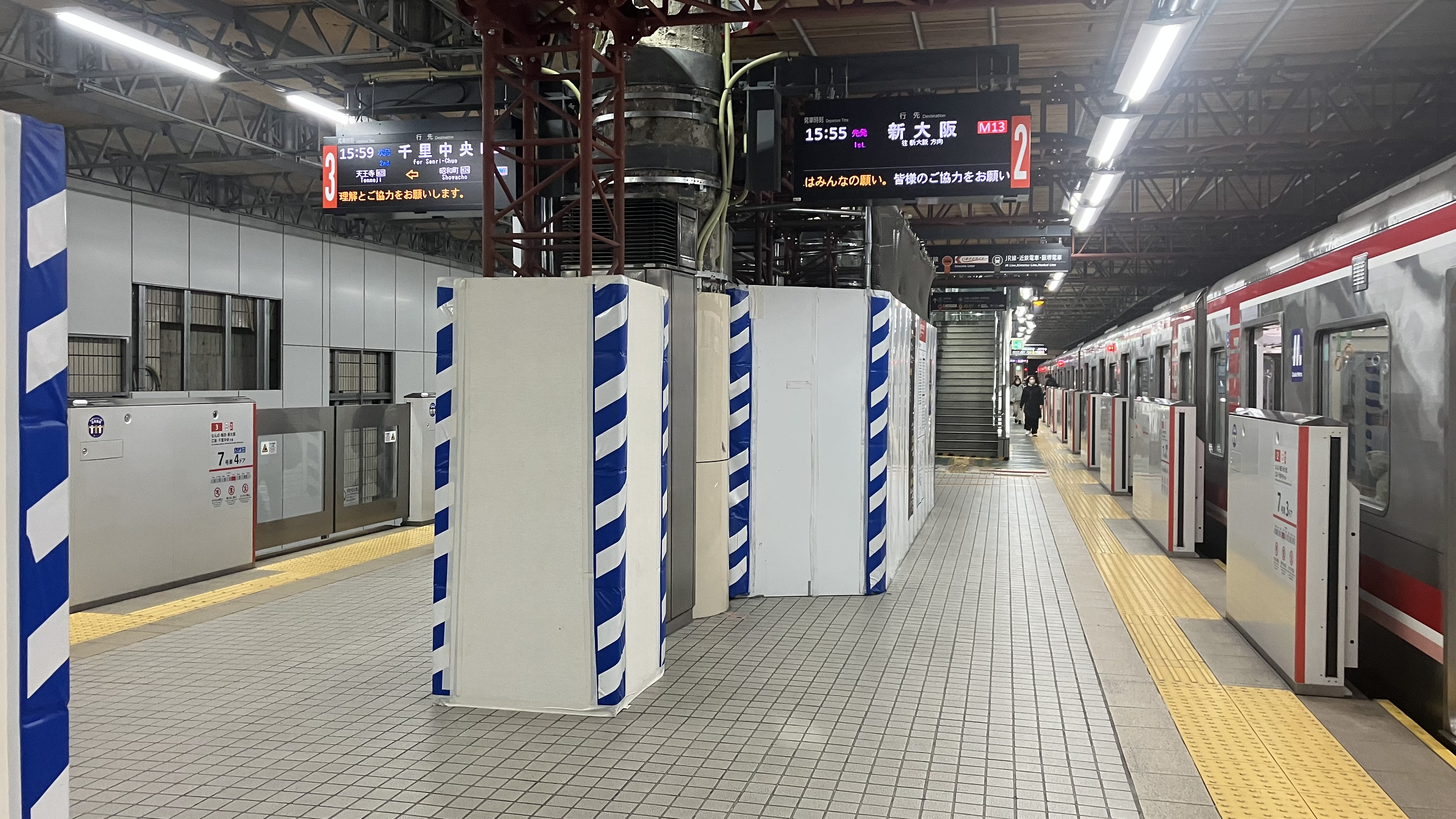
덴노지역